# Kazungula, Zambia
För andra betydelser, se Kazungula.

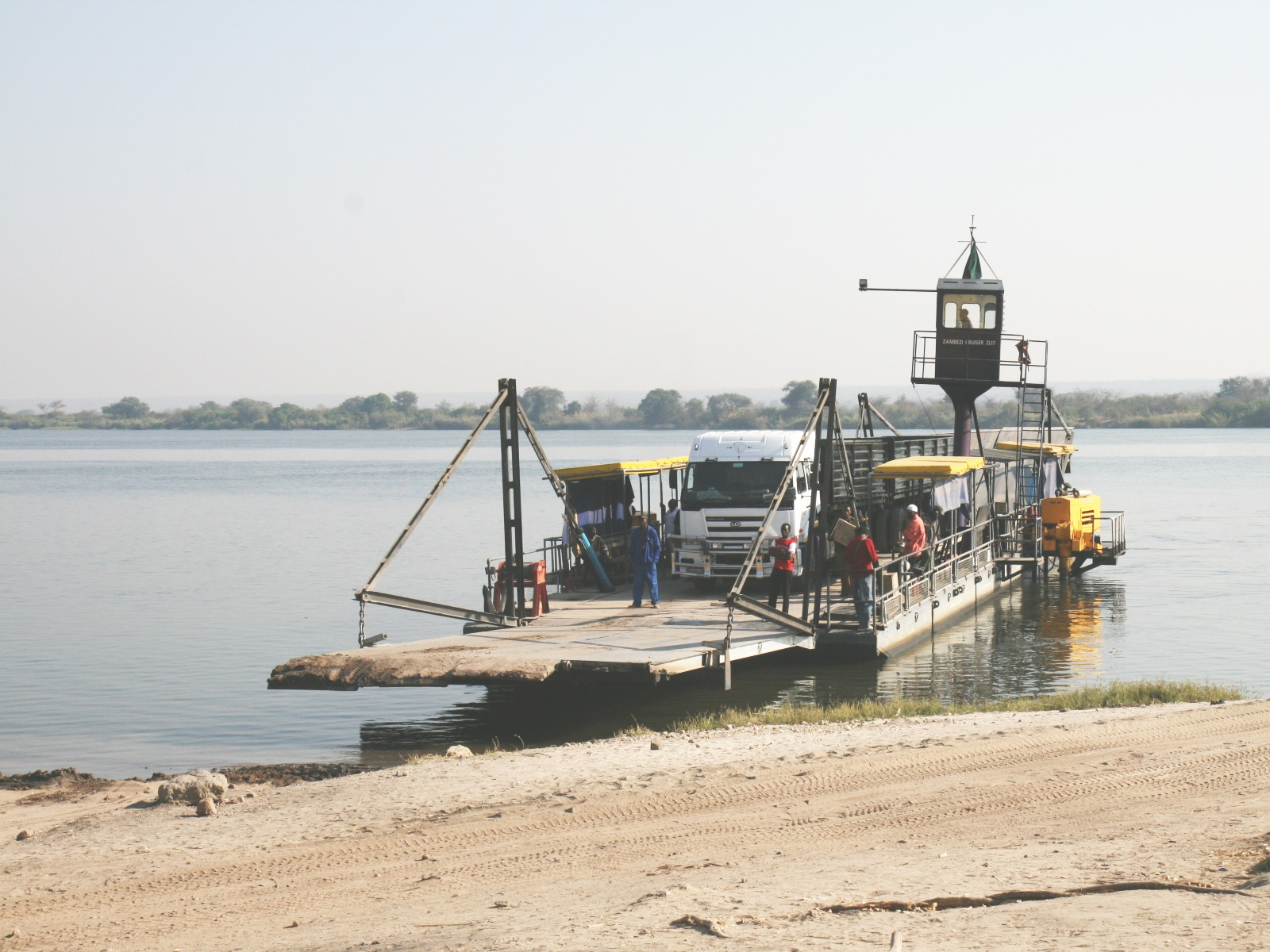
En av de två Kazungulafärjorna.

Kazungula är ett distrikt i provinsen Southern Province i Zambia, som ligger på norra stranden av Zambezifloden, omkring 70 kilometer väster om Livingstone. Kazungula blev distrikt 1998. Distriktet hade 104 731 invånare 2010. Huvudort är Kazungula.
Fyra länders territorier möts nästan i en fyrlandspunkt vid Kazungula: Zambias, Botswanas, Zimbabwes och Namibias. Under tidigt 2000-tal överenskom de fyra berörda länderna att gränsen skulle utgöras av två trelandspunkter i Zambezifloden, med en gränslinje på 150 meter mellan Botswana och Zambia däremellan. Över denna korta gränslinje har sedermera Kazungulabron byggts.
Vid Kazungula är Zambezi ungefär 450 meter bred under torrsäsongen och ungefär 700 meter bred under regnsäsongen. Sedan 1979 har färjetrafiken upprätthållits av två pontonfärjor, som lastat 70 ton vardera. En bro invigdes den 10 maj 2021.
Chobefloden, som utgör gräns mellan Namibia och Botswana, mynnar i Zambezifloden nära Kazungula.
Gränsstationen mellan Zimbabwe and Botswana, som ligger 4,5 kilometers väg sydost om Kazungulabron, heter också Kazungula.
Det finns endast fem så kallade commercial farmers i distriktet. Antalet småskaliga jordbrukare är över 10 000. Dessa odlar majs, durra, hirs, jordnötter och bomull.